# Royal Irish Academy
La Royal Irish Academy (in irlandese: Acadamh Ríoga na hÉireann, in italiano: Accademia Reale Irlandese), con sede a Dublino, è un'istituzione indipendente irlandese per la promozione della ricerca e dell'eccellenza nelle scienze, negli studi umanistici e nelle scienze sociali.
È una delle società più antiche in Irlanda e conta oltre 420 membri, scelti per i loro meriti accademici. L'accademia venne fondata nel 1785.

## Medaglia Cunningham
Il premio dell'Accademia è la Medaglia Cunningham, istituita nel 1796 grazie al lascito di Timothy Cunningham, avvocato del Gray Inn. Il premio è assegnato ogni tre anni.
- 1796: Thomas Wallace
- 1800: Theophilus Swift
- 1805: William Preston
- 1818: John Brinkley
- 1827: John D'Alton
- 1830: George Petrie
- 1833: George Petrie
- 1834: William Rowan Hamilton
- 1838: James MacCullagh
- 1839: James Apjohn, George Petrie
- 1843: Robert Kane
- 1848: William Rowan Hamilton, Samuel Haughton, Edward Hincks, John O'Donovan
- 1851: John Hewitt Jellett
- 1858: Edward Joshua Cooper, George Salmon, Charles William Wall, William Reeves
- 1862: Humphrey Lloyd, Robert Mallet, Whitley Stokes, John Thomas Gilbert
- 1873: William Wilde
- 1878: Aquilla Smith, John Casey, Edward Dowden, George James Allman
- 1879: William Archer, Robert Stawell Ball
- 1881: Howard Grubb
- 1883: Edward Perceval Wright
- 1884: John Birmingham
- 1885: John Christian Malet
- 1989: George Francis Mitchell
- 2001: Daniel Bradley, Maurice Craig, Bernard Crossland, David Quinn
- 2005: Denis Weaire
- 2008: Seamus Heaney
- 2011: John McCanny
- 2013: Patrick Honohan